# Convoi no 7 du 1er septembre 1942
Le convoi du 1er septembre 1942 fut le septième convoi de déportation à quitter le territoire belge en direction d'Auschwitz-Birkenau. Le train fit une halte en gare de Kosel où certains parmi les plus vaillants descendirent pour être affectés au travail obligatoire.
Le convoi VII comportait 1000 déportés (445 hommes et 555 femmes). Le train comportait un nombre important d'enfants de moins de seize ans.